# سورا (كينغدوم هارتس)
سورا (بالإنجليزية: Sora‎؛ باليابانية: ソラ) هو شخصية خيالية وبطل سلسلة الألعاب كينغدوم هارتس التي من تطوير شركة سكوير إنكس وإخراج تاتسويا نومورا (مخرج فاينل فانتازي 7). ظهر في أول سلسلة في عام 2002، سورا معروف على أنه المراهق المرح الذي يعيش في جُزُر المصير وكان من أفضل أصدقائه كايري وريكو منذ طفولته. عندما خططوا للذهاب في رحلة لرؤية عوالم أخرى، قابلوا المخلوقات التي تسمى هارتليس.
التقى بكل من بطوط وبندق في بلدة تريفرس تاون والتقى أيضا بالعديد من شخصيات فاينل فانتسي الشهيرة مثل كلاود ويوفي وتشاد وأيضا سافر عبر عوالم ديزني لحمايتها من الشر الذي يحيط بها. في كينغدوم هارتس III يسافر سورا للحصول على قوة الاستيقاظ حتى يستطيع هزيمة زيانورت الشرير الذي يحاول صناعة x-baled الذي يتكون من 13 قطعة من الظلام و7 من نور.